# Maria Grießer
Maria Grießer (auch Maria Schneider, nach ihrem Geburtsnamen oder ihrem Beruf; * um 1640 vermutlich in Bühl; † 19. Dezember 1682 bei  Lauchringen) war ein Opfer der Hexenverfolgung und wurde hingerichtet.

## Verlauf
Am 7. Juli 1682 erschien Maria Schneider, Jakob Grießers Ehefrau, samt ihrem Ehemann auf der Kanzlei in Tiengen. Dort beklagte sie sich über Thebus Heuteuri und seine Ehefrau Maria Oberlin von Riedern am Sand, sie würden sie als eine Hexe verschreien, weil sie ihre Ziege angegriffen und verletzt hätte. Der Magistrat hörte zu diesem Vorwurf auch die Gegenseite an, welche darauf beharrte, dass Maria Grießer schon seit 20 Jahren als Hexe bekannt sei. Anschließend sagten weitere Nachbarn und Bewohner des Dorfes als Zeugen gegen Maria Schneider aus. Die erhaltenen Akten überliefern Aussagen wie Milchzauber, Wetterzauber, andere Behauptungen und angebliches Beweismaterial. Zunächst wurde sie am 31. Juli verhört und bestritt alles. Da sie jedoch nach wiederholtem Verhör nichts zugeben wollte, ordnete man nach Artikel 45 der Peinlichen Gerichtsordnung Kaiser Karls V. die Peinliche Befragung an.

## Folterung

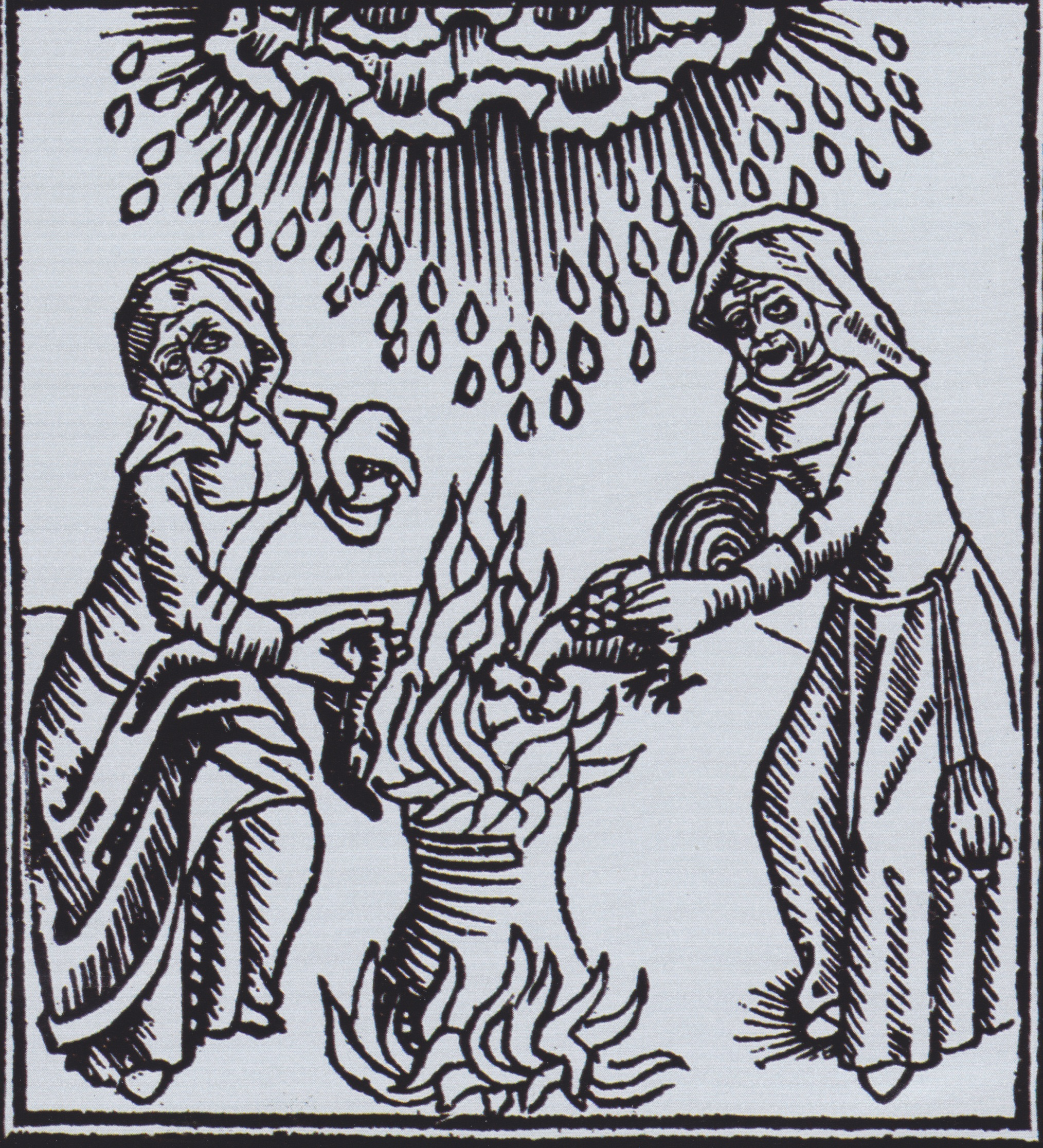
Zwei Hexen beschwören mit einem Tieropfer ein Hagelunwetter herauf, Holzschnitt aus Ulrich Molitors De lamiis et phitonicis mulieribus, 1489

Am 10. August erging von den Sulzischen Räten und Oberamtleuten der Befehl an den Vogt von Dangstetten, einen Scharfrichter mit Streckbank zu rufen. Maria Grießer wurde zunächst an den Fingern aufgezogen, und man hing ihr 11 Pfund Steine an die Füße. Nach einer Stunde, in der sie trotz größter Schmerzen nicht gestand, sperrte man sie wieder ein. Gütliche Fragen ergaben weiterhin kein Geständnis, so folterte man sie am 29. August noch einmal, wieder gab sie nichts zu.
Am 17. Oktober erklärte sie sich nach nochmaliger Folter für schuldig. Kurz danach widerrief sie alles. Daraufhin wurde sie am 21. Oktober erneut mit den Spanischen Stiefeln an den Beinen gefoltert. Anschließend bekannte sie sich in allen Fragen für schuldig. Am 27. November widerrief sie noch einmal ihre unter der Folter gemachte Aussage.
Eine weitere Folter war eigentlich verboten, doch man half sich mit dem Trick, dass die Tortur lediglich „verlängert“ wurde. Es wurde die sogenannte Tortur dritten Grades angewendet, wobei die Glieder der Angeklagten auf einer Leiter mit Gespickten Hasen gestreckt wurden. Als sie erneut zu einem Geständnis bereit war, konnte am 1. Dezember die sogenannte Besiebnung, die Bestätigung des Geständnisses vor sieben Zeugen, stattfinden.

## Urteil
Am 19. Dezember 1682 wurde das Urteil gefällt. Zugegen waren der Vorsitzende des Landgerichts Klettgau, der Landrichter und der Stadtvogt, ein Ratsherr im Namen des Landgrafen, und ein Verteidiger der Form halber. Das Urteil wurde auf ihre Bitte hin abgemildert auf eine Hinrichtung mit dem Schwert, statt direkt verbrannt zu werden.

## Vollstreckung
Das Urteil wurde unter großer Anteilnahme des Volkes vollstreckt. Später stand darüber auf dem Deckel der Prozessakten geschrieben: O, schröcklicher Unsinn!

## Nachwirkung
Drei Jahre später, am 29. August 1685, wurde Magdalena Albrecht vom gleichen Gericht auf gleiche Weise hingerichtet, bei ihr endete das Urteil mit dem stereotypen Satz: „Alles von Rechts und Billigkeits wegen.“